# Rendalen
Rendalen là một đô thị ở hạt Hedmark, Na Uy.
Rendalen được lập thành đô thị ngày 1 tháng 1 năm 1838 (xem formannskapsdistrikt). Rendalen được chia ra thành Ytre Rendal và Øvre Rendal giai đoạn 1880-1965.
Rendalen giáp các đô thị: tây bắc giáp Alvdal và Tynset, phía bắc giáp Tolga, phía đông giáp Engerdal, phía nam giáp Trysil và Åmot, phía tây giáp Stor-Elvdal.
Đô thị Rendalen bao gồm phần lớn thung lũng Rendalen. Ngoài ra, đô thị này còn bao gồm phần phía bắc của Storsjøen, một khu vực núi ở phía đông Rendalen, và một phần nhỏ Østerdalen.
Núi cao nhất là Sølen (Midtre) với độ cao 1.755 m (5.758 ft). Kinh tế chủ yếu là nông trại và du lịch.

## Những người nổi tiếng
- Jacob Breda Bull, nhà văn
- Kjell Borgen, nhà chính trị.
- Guren Hagen, nhạc sĩ